# 朱利安·迪斯
祖利安·安德魯·迪斯（英語：Julian Andrew Dicks，1968年8月8日—）是英格蘭足球教練兼退役球員，現執教非聯賽球隊海布里奇雨燕，球員時代司職左後衛，以硬朗踢法聞名，外號「終結者」（The Terminator）。
祖利安·迪斯從1985年到2002年一直效力於英超球會韋斯咸和利物浦，司職左後衛。1990年至1997年間，他四度榮膺韋斯咸年度最佳球員。迪斯還曾效力於伯明翰，在此開啟他的足球生涯，並於2002年在肯維島結束他的足球生涯。2009年，迪斯成為威文霍城的主教練，同年晚些時候轉會至格雷斯競技。迪斯曾代表英格蘭U21和英格蘭B隊出賽。
迪克斯以進攻性強而聞名，是足球史上最凶悍的球員之一，這引起裁判、媒體和足球當局的關注。祖利安·迪斯獲得“終結者”的綽號。他是一名強悍的鏟球手，由於射門力量強勁，他經常被邀請擔任12碼球和自由球主罰手。

## 早年
迪斯在布里斯托凱恩舍姆醫院出世，父親羅恩·迪斯係酒廠鏟車司機兼非聯賽球員，曾効力凱恩舍姆鎮、威爾頓流浪者、弗羅姆、謝普頓馬利特。迪斯就讀布里斯托諾弗斯巷小學同梅里伍德男子中學，11歲時曾被韋斯咸球探、熱刺名宿比爾·尼古臣睇中，但被嫌其速度「唔夠快」而放棄。13歲被阿士東維拉球探羅恩·維爾發掘，維爾將他推薦給維拉隊領隊羅恩·桑德斯，然而桑德斯於1982年2月9日失去在維拉的工作。9天後，桑德斯被任命為伯明翰領隊，維爾也更換雇主。桑德斯在觀看迪克斯的比賽時留下深刻的印象。1982年，當迪斯14歲時，桑德斯招攬迪斯簽下學徒合約。

## 球員生涯

### 伯明翰
祖利安·迪斯14歲時離開布里斯托老家，加盟伯明翰青年軍。迪斯以學徒身份，在青年軍和預備隊中不斷磨練，最終於1985年作客以0-2敗給車路士的比賽中首次為伯明翰上陣。1988年，迪斯被韋斯咸領隊約翰·里爾以30萬英鎊的價格簽下，這給他參加甲組聯賽的機會，而伯明翰在1986年降班後就失去甲組聯賽地位。儘管迪斯在效力伯明翰的四個賽季中，在各項賽事中已經被罰33張黃牌，並被罰紅牌離場一次，但里爾還是發現迪斯身上的潛力，並熱情地說：「硬淨得嚟有技術，我不會簽一個只有體力的球員。」。

### 韋斯咸
1988年4月2日首披韋斯咸戰衣上陣，作客以1-2不敵錫周三。1987-88球季僅上陣8場，翌季即坐穩正選左閘，全季38場聯賽出戰34場，更在高貝利球場作客對阿仙奴以1-2比數被擊敗的比賽中射入首個入球。該季韋斯咸慘成尾二並降班，里爾被炒由蘇格蘭藉領隊盧·馬卡利（Lou Macari）接掌帥印，兩人關係迅速惡化。降班後迪斯接替離隊嘅雷·史超活成為首席十二碼劊子手，生涯為韋斯咸主射39球12碼入35球。1989年9月23日，對屈福特的比賽中迪斯射入罰球一箭定江山，開啟其招牌「暴力罰球」生涯。同年9月19日聯賽盃對舊主伯明翰，麥卡里更突然任命佢做隊長：「今日你戴隊長臂章，仲要射埋12碼！」。1989-90球季聯賽盃對溫布頓一役，因報復丹尼斯·韋斯（Dennis Wise）的飛剷引發大規模毆鬥，領紅牌之餘更被《太陽報》記者布萊恩·沃爾諾格怒轟「足球之恥」。該季韋斯咸最後得第7名，麥卡里離任由前球員比利·邦茨（Billy Bonds）接手為領隊，兩大「硬漢」時常口角。

#### 傷患噩夢
1990年10月13日作客布里斯托城，迪斯踩中場邊凹位導致左腿神經受損，但堅持帶傷上陣。隊醫約翰·格林（John Green）力主做膝部軟骨手術，但邦茨堅持「頂硬上」。結果對史雲頓僅踢38分鐘便傷出，翌週對布力般流浪再度傷出，最終缺陣至1991年12月21日，錯過球隊升班甲組聯賽關鍵戰。

#### 升降機歲月
1991-92球季復出仍無力阻止韋斯咸以包尾降班，無緣首屆英超。1992-93球季更成「紅牌王」，三次被罰出場兼時常領黃牌，令他時常停賽不能上陣，因而被邦茨褫奪隊長臂章。他第一次被罰出場是對紐卡素時無故肘擊法蘭·卡爾領紅，兩名球員之間並沒有發生摩擦，迪斯談到此事時說：「至今唔明點解出手」。僅僅過了四場後對狼隊連環衝撞保羅·比治與史蒂夫·布爾而被罰出場，仍向需邦茨出手制止他攻擊倒地的比治。三個月後對打比郡時蓄意踢傷泰德·麥堅尼，被隊友基夫·阿倫拖離球場。 儘管時常被罰出場，他在賽季的46場聯賽中踢了34場，射入11球，在當賽季射手榜上排名第三，僅次於基夫·阿倫和特雷弗·莫利。

### 英超與轉會利物浦
迪斯首度征戰英超時，韋斯咸開季七場表現掙扎。新援西蒙·韋伯斯特在訓練中遭迪斯意外踢斷腳而長期缺陣，另一新兵戴爾·戈登亦未達預期。時任助教哈利·列納策動交易，將迪斯轉會以換取新兵。利物浦領隊桑拿士（Graeme Souness）受列納推薦，於1993年9月11日觀看韋斯咸對史雲頓一戰後，直言迪克斯是「他的理想人選」，隨即以大衛·貝路斯與麥克·馬殊交換引入迪斯。韋斯咸用轉會餘款購入老將前鋒李·卓文。桑拿士此舉旨在「硬化」利物浦防線，原計劃將迪斯與「惡漢」尼爾·魯迪克組成鐵閘。
1993年9月18日，迪克斯於默西塞德打吡作客葛迪遜公園首度披上紅軍戰衣，但球隊0-2不敵愛華頓。前韋斯咸球員麥克·禾特與東尼·葛地各建一功，其中迪斯失誤致第二球。此役更因隊友麥馬拿文與門將高巴拿場上內訌打鬥而「名留青史」。迪斯於1994年1月作客奧咸以3-0大勝的比賽中，25碼遠射斬獲紅軍生涯首個入球。此時桑拿士因棄用球迷寵兒伊恩·魯殊與班尼斯引發不滿，更在足總盃爆冷負於布里斯托城後遭球迷逼宮，最終1994年2月離任。繼任者伊雲斯（Roy Evans）向來厭惡迪斯踢法，更以「體重超標」為由將他貶至預備組，與15、16歲青年軍操練。1994年5月7日作客以1-2負阿士東維拉一戰，成為迪斯在利物浦的告別戰。
1994-95球季季前熱身賽，迪斯在7月26日對保頓以1-4慘敗後正式求去。效力利物浦13個月間出賽28場入3球，其中1993-94球季尾對葉士域治的1-0勝仗，更令迪斯成為最後一位在安菲爾德「史必恩高普看台」（Spion Kop）站立看台前入波的利物浦球員。桑拿士曾盛讚：「若揀生涯最佳11人，迪斯必佔一席」，可惜好景不常。

### 重返韋斯咸
在重新簽下迪斯後，領隊哈利·列納表示，主席認為他簽下迪斯是“瘋了”，因為迪斯現在比一年前轉投利物浦時重了不少。
1994年10月22日迪斯重返韋斯咸首戰即助球隊2-0擊敗修咸頓，但隨即領黃牌「開齋」。1994-95球季他射入5球助韋斯咸護級成功，1995-96球季更以10個聯賽入球與東尼·葛地並列隊內神射手。最傳奇一役是1995年12月19日對愛華頓，正選門將盧迪克·米洛斯高向丹尼爾·艾摩卡治被逐後，迪斯臨危受命客串門將，雖失兩球仍獲選最佳球員。
1997年2月24日，迪斯在烏普頓公園對熱刺的倫敦打吡中梅開二度，助球隊4-3反勝終結九場不勝頹勢，最終成功逃離降班區以第14名收官 West Ham had been in 18th place before the game but would go on the finish 14th at the end of the season.。

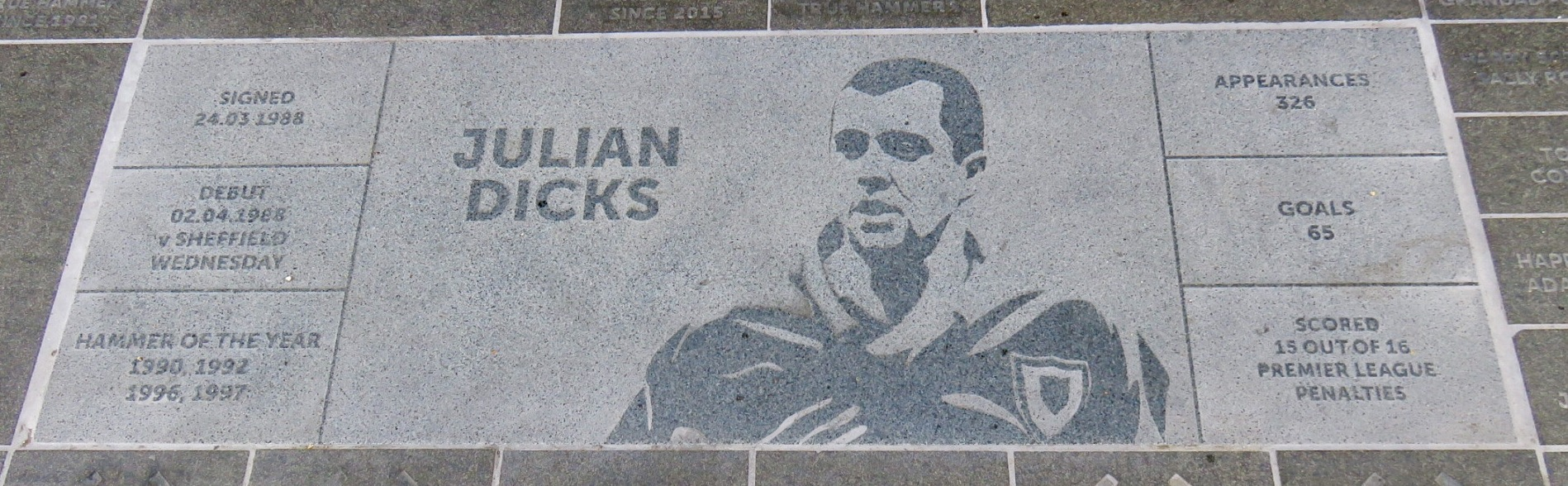
倫敦體育場外的迪斯紀念碑

1997-98球季，迪斯因膝傷全季報銷，1998-99球季復出僅踢9場英超，雖隨隊奪得歐洲足協盃資格，終在1999年2月6日對阿仙奴的比賽後遭解約，結束14年職業生涯，他的最後入球是在1999年1月2日對陣史雲斯的足總盃比賽中射入的。兩度效力韋斯咸共出賽315場射入64球（多數為十二碼球），成為球會傳奇。
2000年8月13日韋斯咸為迪斯舉辦告別賽對陣畢爾包，卻在賽事中爆發17人群毆。韋斯咸隊長保羅·迪肯尼奧掌摑對方球員，領隊列納需將他調出場降溫；畢爾包教練捷楚·羅荷亦需換走荷西巴·艾斯巴利亞。最終畢爾包2-1勝出，迪斯獲200萬鎊收益。

### 肯維島短暫復出
2001年，迪斯短暫復出加盟非聯賽球隊肯維島。加盟僅十日後，迪斯即參與足總盃爆冷戰役——第一圈對陣職業聯賽球隊韋根，肯維島以1-0奇蹟晉級[。次圈再遇職業聯賽隊伍諾咸頓，迪斯策動攻勢造就尼爾·格雷戈里一箭定江山，助球隊再以1-0爆冷過關。

## 國際賽生涯
1988年5月28日，迪斯在瑞士洛桑首度代表英格蘭U21出戰友賽，對瑞士U21賽和1-1，英格蘭U21入球者為加斯居尼。迪斯的表現說服領隊戴夫·悉士頓（Dave Sexton）將他徵召入1988土倫盃大軍。6月5日對墨西哥U21一役，迪斯在土倫馬約爾球場侵犯對手被紅牌驅逐 。停賽一場後，悉士頓仍派迪斯出戰四強對摩洛哥U21及決賽對法國U21（英格蘭U21最終以2-4敗陣）。
四年後，也就是1992年，迪斯入選英格蘭B隊。迪斯只為球隊出賽兩場：在捷克斯洛伐克布傑約維采的聖熱列茨基奧斯特羅夫體育場以1-0擊敗捷克斯洛伐克隊，以及在莫斯科盧日尼基運動場以1-1賽和獨聯體隊。
1995年，英格蘭領隊雲拿保斯（Terry Venables）籌組1996年歐洲國家盃大軍時，迪斯一度被傳媒力薦入選。但兩單紀律事件斷送機會：首先是9月11日英超比賽對車路士，迪斯踩傷史賓沙令他的頭部需縫8針，迪斯領黃牌兼球隊以1-3敗陣；之後於9月16日作客高貝利對阿仙奴的比賽中，因侵犯伊恩·胡禮令生涯第8次被逐。兩週內連環犯事引發輿論風暴：電視評論員安迪·格雷以及政治家、電台記者兼車路士球迷大衛·梅勒呼籲英格蘭足總介入。這場比賽在天空電視台進行現場直播，比賽錄像被提供給比賽期間出示了迪克斯黃牌的裁判羅比·哈特。天空電視直播畫面成為證據，《太陽報》頭版刊出史賓沙血流披面照，車路士球迷兼政客大衛·梅勒在其電台節目《606》狂轟，加上《太陽報》的報道，公眾的關注度足以導致迪斯兩名女兒於埃塞克斯郡學校遭欺凌。足總考慮了所提供的視頻證據後判罰停賽三場，此事件令英格蘭教練團質疑其紀律性，最終無緣96歐國盃。
1997年，格連·荷杜出任英格蘭領隊。迪斯渡假巧遇英格蘭助教約翰·高文。據迪斯稱高文暗示「若留長頭髮或增入選機會」（迪斯慣剃光頭，留著光頭造型），並透露曾考慮徵召他對墨西哥。但此時迪斯已表態無意再為國効力。

## 教練生涯

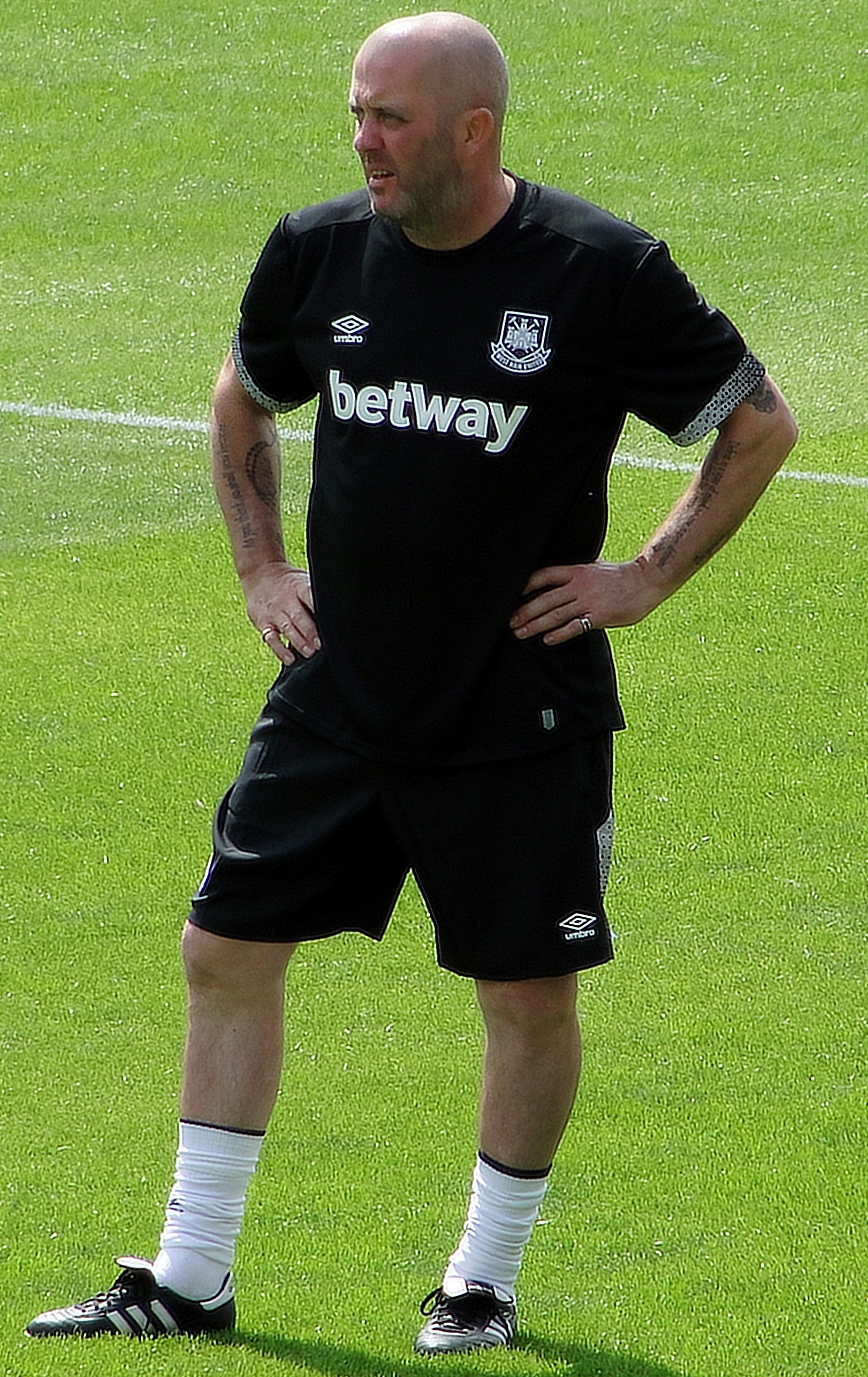
迪斯於2015年7月擔任韋斯咸教練

### 韋文霍鎮
2009年1月5日，迪斯重返球壇執教東部郡制足球聯賽韋文霍鎮，但球季結束後與球會雙方協議離隊。

### 格雷斯競技
2009年9月中，全國聯賽球會格雷斯競技宣佈迪斯接掌帥印。首季即帶隊降班，球會更自願降三級至伊斯米安聯賽甲組北區（Isthmian League Division One North）。翌季以第10名收咧後，2011年5月與球會協議分手。

### 西蘭公國
2013年7月，迪斯短暫執教非官方國家的西蘭足球代表隊，出戰曼島廷瓦爾德山國際足球賽。

### 韋斯咸女足
2014年6月19日，迪斯出任韋斯咸女足領隊。首戰即對熱刺女足，成功將球隊從聯賽第10名提升至2014-15球季第6名，並殺入倫敦足總女子盃決賽，以0-5負於查爾頓女足。

### 韋斯咸
2015年6月29日，迪斯以一隊教練身份回歸韋斯咸，輔佐昔日隊友史拉雲·比歷（Slaven Bilić）。2016年6月續約兩年，2017年11月隨比歷被炒一同離隊。

### 海布里奇雨燕
2018年10月4日，迪斯執教海布里奇雨燕，首兩場對陣米爾登霍爾及伯里鎮全勝。2019年5月，雖然贏得伊斯米安聯賽北區升班附加賽決賽，卻因非聯賽制度改制無緣升班，迪斯怒轟決定「荒謬」，其後轉投西布朗輔佐比歷。

### 西布朗
2019年7月，迪斯加入西布朗教練團，2020年12月16日，迪斯隨比歷被解僱而離隊。

### 回歸海布里奇雨燕
2021年3月28日，球會宣佈迪斯將會於同年7月1日再次執教海布里奇雨燕，7月3日任命前修安聯領隊史蒂夫·泰爾臣接替卡爾·杜吉德為助教。但開季五連敗後，迪斯於9月15日請辭。

### 屈福特
2022年12月8日，迪斯結束美國卡羅萊納速度隊（Carolina Velocity）技術總監任期，再次跟隨比歷，回歸英冠出任屈福特助教。

### 三度掌舵海布里奇雨燕
2024年5月27日，迪斯第三度出任海布里奇雨燕領隊。

## 個人生活
迪斯於1985年遇到他的妻子凱琪，並於1988年結婚。1988年12月，他們的雙胞胎女兒傑西卡和凱蒂出生。這對夫婦結婚13年，直到2001年離婚。他的兄弟格蘭特利也是一名前足球員和教練。退休後，迪斯開始打高爾夫球，並很快轉為職業球員，但由於膝傷和意識到自己沒有能力贏得比賽，他被迫放棄這個職業。迪斯繼續在埃塞克斯郡高車士打附近的朗厄姆經營牧羊人和狗酒吧。

## 演藝生涯
2014年，迪斯在惡搞足球暴力電影《流氓工廠》中友情客串演出。

## 榮譽
個人
- PFA年度最佳陣容: 1986–87乙組聯賽（英语：1986–87 Football League Second Division）[97]、1989–90乙組聯賽（英语：1989–90 Football League#Second Division）[98]

## 外部連結
- Julian Dicks （页面存档备份，存于）在Soccerbase
- Liverpool F.C. profile